# Ministru de război al Statelor Unite ale Americii

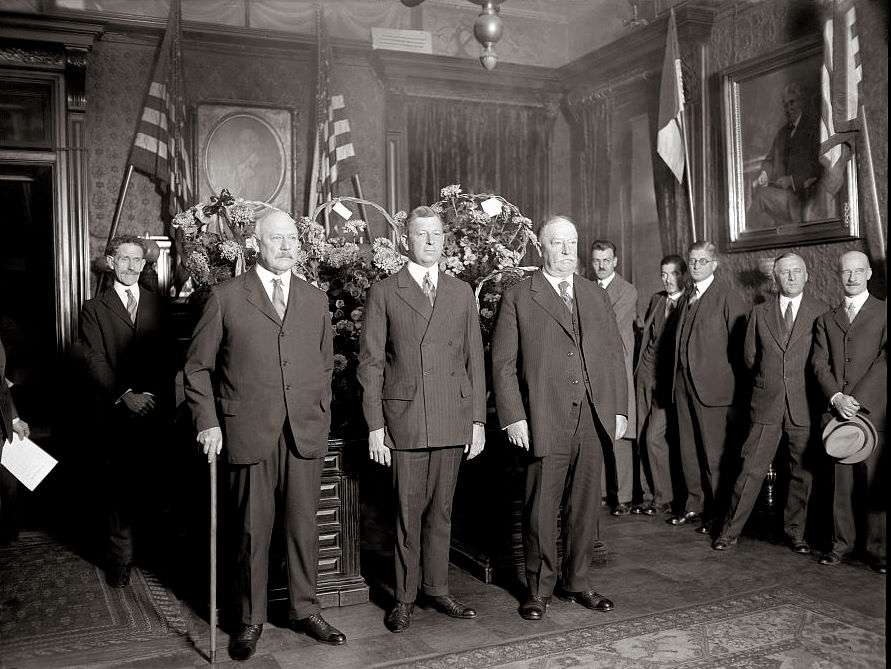
Jurământul de credință al lui Dwight F. Davis ca Secretar de război (Secretary of War) în 1925. Fostul secretar, John W. Weeks și Chief Justice William Howard Taft sunt alături de el.

Ministru de război al Statelor Unite ale Americii, conform originalului Secretary of War of the United States of America a fost o funcție din cadrul executivului american (care este denumit în engleza americană Cabinet) începând cu 1789, anul primei administrații a primului președinte american George Washington (1789 - 1797).

## Rolul funcției

### Primii secretari de război
O poziție similară, identică de facto, numită "Secretary at War" ori "Secretary of War," a fost creată de către Congress of the Confederation, organul executiv al Statelor Unite între anii 1781 și 1789, titularul funcției fiind numit conform primei constituții a Uniunii, Articles of Confederation. Primul ministru de război a fost Benjamin Lincoln urmat de Henry Knox, care a continuat să servească și după ce George Washington a fost inaugurat ca primul președinte american conform Constituției Statelor Unite.

### Ministru al apărării
Ministrul de război (Secretary of War) era liderul Departamentului de război (în original, War Department). La început ministrul de război era responsabil pentru toate problemele militare. În 1798, funcția de ministrul al marinei (Secretary of the Navy) a fost adăugată cabinetului cu scopul ca Secretary of War să se ocupe exclusiv de United States Army. În 1947, ambele departamente au fuzionat, iar funcția a devenit cea de Ministru sl apărării (în engleză, Secretary of Defense. Astfel, funcția de Secretary of War a fost înlocuită cu cea de Ministru al armatei (în original, Secretary of the Army) și cu cea de Ministru al forțelor aeriene (în original, Secretary of the Air Force, care împreună cu Ministrul marinei (în original, Secretary of the Navy), formează trei poziții care nu fac parte din executiv, dar sunt subordonate Ministrului apărării (în original, Secretary of Defense.

## Secretari de război -Secretaries of War
| #  | Imagine | Nume                           | Stat de rezidență | Începutul mandatului | Sfârșitul mandatului | Președinți sub care a servit        |
| -- | ------- | ------------------------------ | ----------------- | -------------------- | -------------------- | ----------------------------------- |
| 01 |         | Henry Knox                     | Massachusetts     | 12 septembrie 1789   | 31 decembrie 1794    | George Washington                   |
| 02 |         | Timothy Pickering              | Massachusetts     | 2 ianuarie 1795      | 10 decembrie 1795    | George Washington                   |
| 03 |         | James McHenry                  | Maryland          | 27 ianuarie 1796     | 13 mai 1800          | George Washington John Adams        |
| 04 |         | Samuel Dexter                  | Massachusetts     | 13 mai 1800          | 31 ianuarie 1801     | John Adams                          |
| 05 |         | Henry Dearborn                 | Massachusetts     | 5 martie 1801        | 4 martie 1809        | Thomas Jefferson                    |
| 06 |         | William Eustis                 | Massachusetts     | 7 martie 1809        | 13 ianuarie 1813     | James Madison                       |
| 07 |         | John Armstrong, Jr.            | Pennsylvania      | 13 ianuarie 1813     | 27 septembrie 1814   | James Madison                       |
| 08 |         | James Monroe                   | Virginia          | 27 septembrie 1814   | 2 martie 1815        | James Madison                       |
| 09 |         | William Harris Crawford        | Georgia           | 1 august 1815        | 22 octombrie 1816    | James Madison                       |
| 10 |         | John Caldwell Calhoun          | Carolina de Sud   | 8 octombrie 1817     | 4 martie 1825        | James Monroe                        |
| 11 |         | James Barbour                  | Virginia          | 7 martie 1825        | 23 mai 1828          | John Quincy Adams                   |
| 12 |         | Peter Buell Porter             | New York          | 23 mai 1828          | 4 martie 1829        | John Quincy Adams                   |
| 13 |         | John Henry Eaton               | Tennessee         | 9 martie 1829        | 18 iunie 1831        | Andrew Jackson                      |
| 14 |         | Lewis Cass                     | Michigan          | 1 august 1831        | 5 octombrie 1836     | Andrew Jackson                      |
| 15 |         | Joel Roberts Poinsett          | South Carolina    | 7 martie 1837        | 4 martie 1841        | Martin Van Buren                    |
| 16 |         | John Bell                      | Tennessee         | 5 martie 1841        | 13 septembrie 1841   | William Henry Harrison John Tyler   |
| 17 |         | John Canfield Spencer          | New York          | 12 octombrie 1841    | 4 martie 1843        | John Tyler                          |
| 18 |         | James Madison Porter           | Pennsylvania      | 8 martie 1843        | 4 februarie 1844     | John Tyler                          |
| 19 |         | William Wilkins                | Pennsylvania      | 15 februarie 1844    | 4 martie 1845        | John Tyler                          |
| 20 |         | William Learned Marcy          | New York          | 6 martie 1845        | 4 martie 1849        | James K. Polk                       |
| 21 |         | George Walker Crawford         | Georgia           | 8 martie 1849        | 22 iulie 1850        | Zachary Taylor                      |
| 22 |         | Charles Magill Conrad          | Louisiana         | 15 august 1850       | 4 martie 1853        | Millard Fillmore                    |
| 23 |         | Jefferson Davis                | Mississippi       | 7 martie 1853        | 4 martie 1857        | Franklin Pierce                     |
| 24 |         | John Buchanan Floyd            | Virginia          | 6 martie 1857        | 29 decembrie 1860    | James Buchanan                      |
| 25 |         | Joseph Holt                    | Kentucky          | 18 ianuarie 1861     | 4 martie 1861        | James Buchanan                      |
| 26 |         | Simon Cameron                  | Pennsylvania      | 5 martie 1861        | 14 ianuarie 1862     | Abraham Lincoln                     |
| 27 |         | Edwin McMasters Stanton        | Ohio              | 20 ianuarie 1862     | 28 mai 1868          | Abraham Lincoln Andrew Johnson      |
| 28 |         | John McAllister Schofield      | Missouri          | 1 iunie 1868         | 13 martie 1869       | Andrew Johnson                      |
| 29 |         | John Aaron Rawlins             | Illinois          | 13 martie 1869       | 6 septembrie 1869    | Ulysses S. Grant                    |
| 30 |         | William Worth Belknap          | Iowa              | 25 octombrie 1869    | 2 martie 1876        | Ulysses S. Grant                    |
| 31 |         | Alphonso Taft                  | Ohio              | 8 martie 1876        | 22 mai 1876          | Ulysses S. Grant                    |
| 32 |         | James Donald Cameron           | Pennsylvania      | 22 mai 1876          | 4 martie 1877        | Ulysses S. Grant                    |
| 33 |         | George Washington McCrary      | Iowa              | 12 martie 1877       | 10 decembrie 1879    | Rutherford B. Hayes                 |
| 34 |         | Alexander Ramsey               | Minnesota         | 10 decembrie 1879    | 4 martie 1881        | Rutherford B. Hayes                 |
| 35 |         | Robert Todd Lincoln            | Illinois          | 5 martie 1881        | 4 martie 1885        | James A. Garfield Chester A. Arthur |
| 36 |         | William Crowninshield Endicott | Massachusetts     | 5 martie 1885        | 4 martie 1889        | Grover Cleveland                    |
| 37 |         | Redfield Proctor               | Vermont           | 5 martie 1889        | 5 noiembrie 1891     | Benjamin Harrison                   |
| 38 |         | Stephen Benton Elkins          | Virginia de Vest  | 17 decembrie 1891    | 4 martie 1893        | Benjamin Harrison                   |
| 39 |         | Daniel Scott Lamont            | New York          | 5 martie 1893        | 4 martie 1897        | Grover Cleveland (al doilea termen) |
| 40 |         | Russell Alexander Alger        | Michigan          | 5 martie 1897        | 1 august 1899        | William McKinley                    |
| 41 |         | Elihu Root                     | New York          | 1 august 1899        | 31 ianuarie 1904     | William McKinley Theodore Roosevelt |
| 42 |         | William Howard Taft            | Ohio              | 1 februarie 1904     | 30 iunie 1908        | Theodore Roosevelt                  |
| 43 |         | Luke Edward Wright             | Tennessee         | 1 iulie 1908         | 4 martie 1909        | Theodore Roosevelt                  |
| 44 |         | Jacob McGavock Dickinson       | Illinois          | 12 martie 1909       | 21 mai 1911          | William Howard Taft                 |
| 45 |         | Henry Lewis Stimson            | New York          | 22 mai 1911          | 4 martie 1913        | William Howard Taft                 |
| 46 |         | Lindley Miller Garrison        | New Jersey        | 5 martie 1913        | 10 februarie 1916    | Woodrow Wilson                      |
| 47 |         | Newton Diehl Baker             | Ohio              | 9 martie 1916        | 4 martie 1921        | Woodrow Wilson                      |
| 48 |         | John Wingate Weeks             | Massachusetts     | 5 martie 1921        | 13 octombrie 1925    | Warren G. Harding Calvin Coolidge   |
| 49 |         | Dwight Filley Davis            | Missouri          | 14 octombrie 1925    | 4 martie 1929        | Calvin Coolidge                     |
| 50 |         | James William Good             | Iowa              | 6 martie 1929]       | 18 noiembrie 1929    | Herbert Hoover                      |
| 51 |         | Patrick Jay Hurley             | Oklahoma          | 9 decembrie 1929     | 4 martie 1933        | Herbert Hoover                      |
| 52 |         | George Henry Dern              | Utah              | 4 martie 1933        | 27 august 1936       | Franklin D. Roosevelt               |
| 53 |         | Harry Hines Woodring           | Kansas            | 25 septembrie 1936   | 20 iunie 1940        | Franklin D. Roosevelt               |
| 54 |         | Henry Lewis Stimson            | New York          | 10 iulie 1940        | 21 septembrie 1945   | F. D. Roosevelt Harry S. Truman     |
| 55 |         | Robert Porter Patterson        | New York          | 27 septembrie 1945   | 18 iulie 1947        | Harry S. Truman                     |
| 56 |         | Kenneth Claiborne Royall       | Carolina de Nord  | 19 iulie 1947        | 18 septembrie 1947   | Harry S. Truman                     |